# Піранга жовтогуза
Піранга жовтогуза (Piranga ludoviciana) — вид горобцеподібних птахів родини кардиналових (Cardinalidae).

## Назва
Видова назва ludoviciana походить від назви французької колонії Луїзіана.

## Поширення
Птах гніздиться на заході Північної Америки від південної Аляски до крайнього північного заходу Мексики, переважно в хвойних і змішаних лісах. Взимку мігрує на південь: в цей сезон поширений з півдня півострова Нижня Каліфорнія і центру Західної Мексики до Коста-Рики.

## Опис
Дрібний птах завдовжки від 15 до 19 см. У самця голова червона, яка на задній частині стає жовтою. Потилиця, груди, живіт і круп жовті. Спина, хвіст і крила чорні, а на крилах є дві білі смуги з жовтими краями. Дзьоб дуже світло-жовтий, а ноги чорні. Самка має оливково-зелені спинні частини і жовті черевні частини, крім світлого дзьоба і чорних ніг.

## Спосіб життя
Харчується комахами і фруктами. Зазвичай вони харчуються високо на деревах або ловлять комах у польоті.